# Dante Busquets
Dante Busquets (Ciudad de México, 26 de febrero de 1969) es un fotógrafo mexicano. Desde 2009 vive en Berlín.

## Biografía
Vivió entre 1979 y 1989 en Ciudad Satélite. Estudió en la Escuela Activa de Fotografía en la Ciudad de México y en el San Francisco Art Institute. Ha expuesto su obra en Alemania, Estados Unidos, Marruecos, India, España, Irlanda y Bélgica, entre otros. 

## Premios y reconocimientos
- 2010 / 2011 - Selección para itinerancia en las sedes del Instituto Cervantes
- 2009 - Premio del Público/M2, sección oficial de PHotoEspaña 2009
- 2006 - Premio de Adquisición XII Bienal de Fotografía, por su serie Sateluco[3][7]